# Yvan Neyou
Yvan Neyou Noupa (Douala, 3 de enero de 1997) es un futbolista camerunés con nacionalidad francesa. Juega de centrocampista en el Getafe C. F. de la Primera División de España. Es internacional con la selección de fútbol de Camerún.

## Trayectoria
Empezó su carrera en Francia con el Club Sportif Sedan Ardennes, con el que debutó en la temporada 2015-16, y el Stade Lavallois. Después estuvo en el Sporting Clube de Braga portugués antes de regresar a Francia para jugar en el A. S. Saint-Étienne. Con este equipo jugó la final de la Copa de Francia de 2020 contra el Paris Saint-Germain y disputó 50 partidos en la Ligue 1.
El 31 de agosto de 2022 fue cedido al Club Deportivo Leganés de España para la temporada 2022-23. Disputó veintiún partidos y el siguiente mes de agosto regresó en propiedad con un contrato de dos años. Pasado ese tiempo, se unió al Getafe C. F. para las siguientes tres campañas.

## Selección nacional
Ha sido internacional con la selección de fútbol de Camerún absoluta, con la que debutó el 4 de junio de 2021 en un encuentro frente a Nigeria. Unos meses después fue convocado para participar en la Copa Africana de Naciones 2021.

### Participaciones en Copa Africana de Naciones
| Copa                           | Sede            | Resultado        | Partidos | Goles |
| ------------------------------ | --------------- | ---------------- | -------- | ----- |
| Copa Africana de Naciones 2021 | Camerún         | Tercer puesto    | 2        | 0     |
| Copa Africana de Naciones 2023 | Costa de Marfil | Octavos de final | 1        | 0     |

## Clubes
| Club                         | País     | Año       |
| ---------------------------- | -------- | --------- |
| C. S. Sedan Ardennes         | Francia  | 2016-2017 |
| Stade Lavallois              | Francia  | 2017-2018 |
| S. C. Braga "B"              | Portugal | 2018-2020 |
| A. S. Saint-Étienne (cedido) | Francia  | 2020      |
| A. S. Saint-Étienne          | Francia  | 2020-2023 |
| C. D. Leganés (cedido)       | España   | 2022-2023 |
| C. D. Leganés                | España   | 2023-2025 |
| Getafe C. F.                 | España   | 2025-act. |

## Palmarés

### Campeonatos nacionales
| Título           | Club          | País   | Año  |
| ---------------- | ------------- | ------ | ---- |
| Segunda División | C. D. Leganés | España | 2024 |